# 김영식 (1930년)

김영식(1930년 5월 4일~2022년 7월 29일)은 대한민국의 공무원이다. 노태우 정부 당시 제29대 문교부장관을 지냈다.

## 학력
- 서울대학교 교육학 학사
- 조지 피바디대학원 교육학 석박사

## 경력
- 한국교육개발원장
- 문교부장관

## 상훈
- 화랑무공훈장
- 국민훈장 모란장
- 청조근정훈장